# Мухкамитса
Мухкамитса (ест. Muhkamõtsa), також Мухкаметса (ест. Muhkametsa) — село в Естонії, входить до складу волості Риуге, повіту Вирумаа.